# Croix monumentale de Grand-Fougeray
La croix de Grand-Fougeray est une croix monumentale située devant la façade sud de l'église du bourg de la commune de Grand-Fougeray, dans le département français d'Ille-et-Vilaine, région Bretagne.

## Historique
La croix date du XVe siècle et fait l’objet d’une inscription au titre des monuments historiques depuis le 22 mars 1930.

## Description et architecture

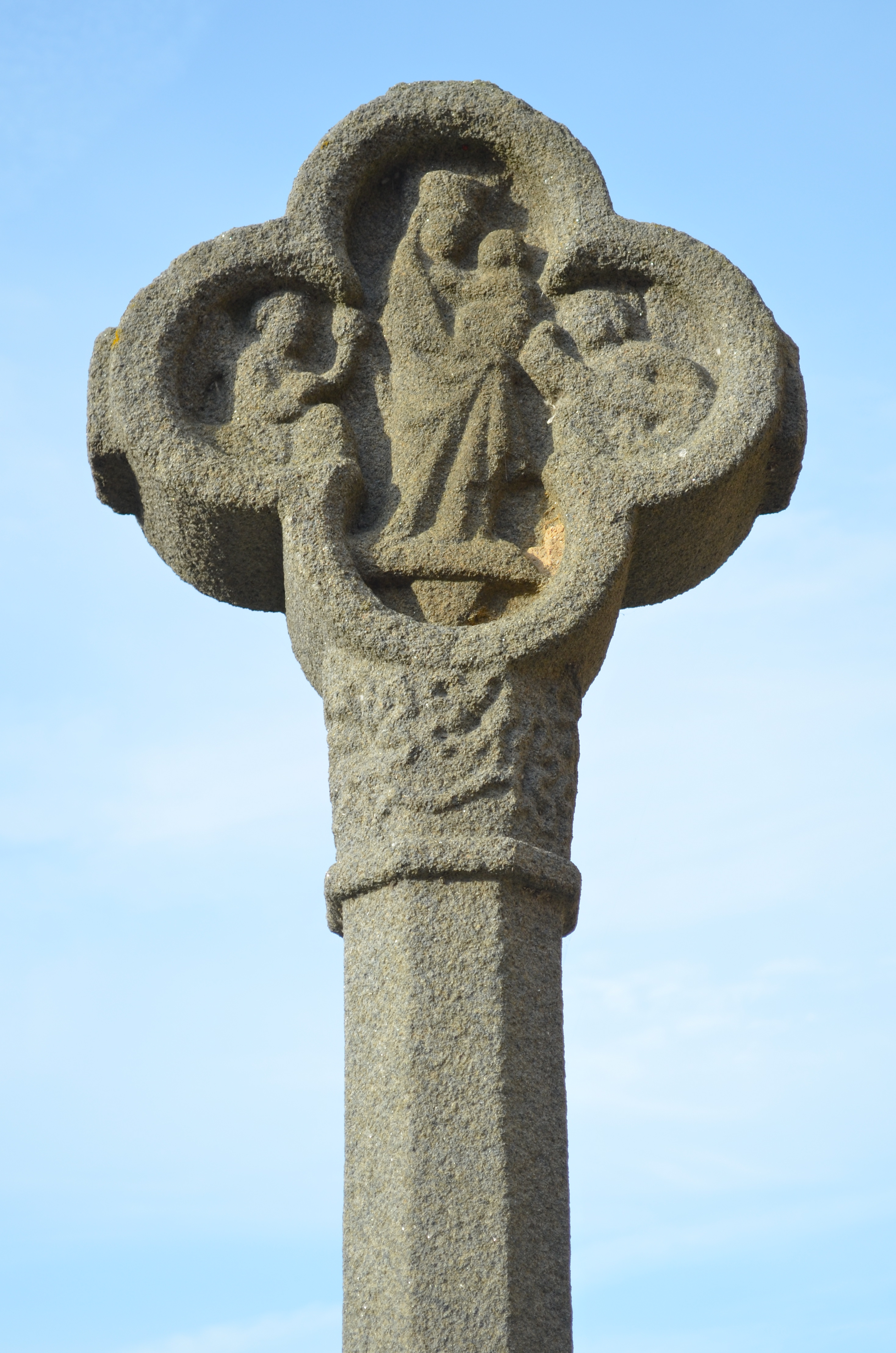
Face est avec une Vierge à l'Enfant.

Cette croix est constituée d'un fût octogonal surmonté d'une croix quadrilobée. La face ouest porte un Christ en croix avec la Sainte Vierge et saint Jean, et la face est une Vierge à l'Enfant accompagnée d'un ange thuriféraire.